# Marosi Gábor (operatőr)
Marosi Gábor (Budapest, 1975. április 30. –) magyar operatőr. A HSC (Magyar Operatőrök Társasága) kiemelt, illetve a frissen megalapított HCA (Magyar Filmoperatőrök Egyesülete) és a Magyar Filmakadémia tagja, a Lumiere Filmiskola tanára.

## Pályája
Amerikai filmek forgatásán dolgozik operatőrként vagy kamera operatőrként, de saját filmeket és reklámokat is forgat. Dyga Zsombor rendezővel készítette a 2010-es Filmszemlén számos díjat és a Közönség-díjat is elnyerő Köntörfalak című filmet, illetve ő fényképezte a minden idők legjobb magyar sorozatának választott Aranyélet összes évadját és epizódját is.
2020-ban Magyarország az Akik maradtak című alkotást (rendezte: Tóth Barnabás, operatőr: Marosi Gábor) jelölte a legjobb nemzetközi film kategóriában az Oscar-díjra, az amerikai filmakadémia pedig a szűkített tízes listára is beválogatta a művet.

## Magánélete
Két gyerekével (Dorkával és Domával), valamint irodalmár párjával él Szentendrén.

## Saját filmjei
- 2019 Akik maradtak operatőr (rendező: Tóth Barnabás, magyar dráma, 83 perc)
- 2017 Van egy határ operatőr (rendező: Tóth Barnabás, magyar kisjátékfilm, 14 perc)
- 2015 Egynyári kaland operatőr (rendező: Dyga Zsombor, magyar tévéfilmsorozat, 52 perc)
- 2015-2017 Aranyélet operatőr (rendező: Dyga Zsombor, magyar filmsorozat, 1-3. évad)
- 2015 Az elmenetel[5] (rendező: Tóth Barnabás és Lisztes Linda, kisjátékfilm, 12 perc)
- 2014 Couch Surf operatőr (rendező: Dyga Zsombor, magyar vígjáték, 84 perc)
- 2013 A legyőzhetetlenek operatőr (rendező: Madarász Isti, magyar ifjúsági kalandfilm, 55 perc)
- 2012 Újratervezés operatőr (rendező: Tóth Barnabás, magyar kisjátékfilm, 12 perc)
- 2010 Utolér operatőr (rendező: Dyga Zsombor, magyar thriller, 109 perc)
- 2009 Köntörfalak operatőr (rendező: Dyga Zsombor, magyar filmdráma, 80 perc)
- 2008 superDIGITAL operatőr (rendező: Madarász Isti, magyar kisjátékfilm, 2 perc)
- 2006 Kythéra operatőr (rendező: Mészáros Péter, magyar játékfilm, 78 perc)
- 2006 Előbb-utóbb operatőr (rendező: Madarász Isti, magyar kisjátékfilm, 12 perc)
- 2006 Apu operatőr (rendező: Nyitrai Márton, magyar rövidfilm, 4 perc)
- 2005 Stambuch – Júlia asszony titkos éjszakái operatőr (rendező: Mészáros Péter, magyar tévéfilm, 65 perc)
- 2004 Kyrie operatőr (rendező: Mészáros Péter, magyar kísérleti film, 4 perc)
- 2004 A disznó útja operatőr (rendező: Mészáros Péter, magyar kisjátékfilm, 6 perc)
- 2003 Kolostorlakók operatőr (rendező: Mészáros Péter, magyar dokumentumfilm, 80 perc)
- 2003 Ki a macska? operatőr (rendező: Mészáros Péter, magyar filmetűd, 8 perc)
- 2002 Eső után operatőr (rendező: Mészáros Péter, magyar rövidfilm, 5 perc)
- 2002 Aranyváros operatőr (rendező: Cs. Nagy Sándor, magyar játékfilm, 78 perc)
- 2001 601-S operatőr, forgatókönyvíró (rendező: Nyitrai Márton, magyar kisjátékfilm, 2 perc)
- 2000 2000 méter forgatókönyvíró, operatőr (rendező: Nyitrai Márton, magyar kísérleti film, 5 perc)
- 1996 Képzelt kínai  (rendező: Cs. Nagy Sándor, magyar kísérleti film, 26 perc)
- 1996 Látom, te kecske vagy (rendező: Pázmándy Katalin, magyar dokumentumfilm, 49 perc)

## Külföldi filmekben operatőrként és kameraoperatőrként
- 2018 Berlini küldetés[6] (TV sorozat) (second unit kameraoperatőr)
- 2018 Terror[7] (TV sorozat) (kameraoperatőr – 10 epizód)
- 2017 Atomszőke (kameraoperatőr, second unit "b" kamera)
- 2015 A sakkverseny[8] (kameraoperatőr, "b" camera)
- 2014 Houdini[9] (TV minisorozat) (kameraoperatőr – 2 epizód)
- 2012 Asterix és Obelix: Isten óvja Britanniát! (second unit operatőr)
- 2011 The Great Ghost Rescue[10] (kameraoperatőr)
- 2010 A katedrális (TV minisorozat) ("c" kameraoperatőr – 8 epizód)

## Díjai
- Elismerő oklevél az Akik maradtak című filmért, 2019, a II. Kovács Lajos és Vilmos Zsigmond Operatőr Versenyen,[11] rendező: Tóth Barnabás
- Magyar Filmdíj a legjobb operatőrnek, 2019, Aranyélet című televíziós sorozatért
- Aranyszem-díj, 2006, Uniqua reklámért, rendező: Nyitrai Marci
- Arany Pálma – Cannes legjobb kisjátékfilm, 2002, Eső után, rendező: Mészáros Péter

## Trailerek és galériák
- Akik maradtak hivatalos trailer [12]
- Akik maradtak előzetes [13]
- Aranyélet 2015 trailer [14]
- Aranyélet 2016 hivatalos trailer[15]
- Aranyélet 2017 trailer [16]
- Beszélgetés az Aranyélet készítőivel[17] (fotók)

## Cikkek

### Akik maradtak című film kapcsán
- https://magyarnarancs.hu/mikrofilm/abrandos-szemmel-123383
- https://www.origo.hu/filmklub/20191217-az-akik-maradtak-egy-lepessel-kozelebb-kerult-az-oscardijhoz.html
- https://mediaklikk.hu/duna/cikk/akik-maradtak/ Archiválva 2021. április 27-i dátummal a Wayback Machine-ben
- https://minap.hu/cikk/akik-maradtak-azok-emlekeznek
- https://szeged.hu/hirek/36794/zsigmond-vilmos-nemzetkozi-filmfesztival-rekordszamu-filmet-neveztek
- https://www.gyorplusz.hu/nagyvilag/magyar-film-az-oscar-tizes-listajan/
- http://kulttars.hu/a-10-legjobb-film-kozott-toth-barnabas-oscar-dijra-eselyes-filmje/
- https://hvg.hu/elet/20190903_Akik_maradtak_Oscar_nevezes
- https://maszol.ro/kultura/129345-az-akik-maradtak-cim-magyar-film-lett-a-filmkritikusok-kedvence-szofiaban
- https://24.hu/kultura/2019/12/17/oscar-dij-akik-maradtak-szukitett-lista/
- https://kultura.hu/szeptemberre-halasztottak-a-zsigmond-vilmos-nemzetkozi-filmfesztivalt/
- https://szinhazikritikak.blog.hu/2019/09/07/az_akik_maradtak_a_hivatalos_magyar_nevezes_az_oscarra
- https://www.napi.hu/magyar_gazdasag/oscar-dij-magyar-film.696974.html
- https://szinhaz.org/plusz/filmszinhaz/2019/12/17/ismet-magyar-film-szerepel-az-oscar-shortlisten/ Archiválva 2021. április 27-i dátummal a Wayback Machine-ben
- https://cultura.hu/aktualis/oscar-dijra-eselyes-az-akik-maradtak/
- https://www.magyarhirlap.hu/kultura/20190903-toth-barnabas-akik-maradtak-cimu-filmjet-nevezzuk-az-oscarra Archiválva 2021. április 27-i dátummal a Wayback Machine-ben
- https://444.hu/2019/12/17/ott-van-a-tiz-oscar-eselyes-kozt-toth-barnabas-filmje-az-akik-maradtak
- http://ekultura.hu/2019/09/26/akik-maradtak
- https://magyarnemzet.hu/kultura/az-akik-maradtak-cimu-magyar-film-eselyes-a-legjobb-nemzetkozi-film-oscar-dijara-7597493/
- https://www.kortarsonline.hu/aktual/a-csondessegevel-hodit-az-akik-maradtak-cimu-film.html

### Aranyélet (2015-2017, 3 évad) kapcsán
- https://bcmagazin.hu/2018/11/11/az-alkotas-csucsan-az-aranyelet-keszitoinek-oszinte-vallomasai/
- https://www.gyoriszalon.hu/news/11704/66/Hajt%C3%B3k-dala
- https://index.hu/kultur/media/2018/10/12/aranyelet_dyga_zsombor_matyassy_aron_marosi_gabor/
- https://sportmenu.hu/tag/marosi-gabor/
- https://www.origo.hu/teve/20190428-sok-dijat-nyert-az-aranyelet-hbo-2019.html
- https://www.blikk.hu/sztarvilag/filmklikk/mindnyajan-rosszfiuk-vagyunk-folytatodik-az-arany-eletunk/4b1d2mq
- https://magyarnarancs.hu/mikrofilm/az-aranyelet-nyerte-a-mufaj-osszs-dijat-a-filmheten-119292?pageId=4
- https://galeria.divany.hu/tejbenvajban/2016/10/28/aranyelet_masodik_evad_premier/3
- https://filmsor.net/jon-az-aranyelet-magyar-filmtortenelmi-epizodja/
- https://filmsor.net/az-aranyelet-kulisszai-mogott-2/
- https://magyar.film.hu/filmhu/hir/atadtak-a-televizos-filmdijakat-a-trezor-a-legjobb-tevefilm-aranyelet-tarolt.html
- https://www.magyarhirlap.hu/kultura/20190427-magyar-filmdij-tarolt-a-trezor-es-az-aranyelet Archiválva 2021. április 27-i dátummal a Wayback Machine-ben
- https://www.laokoonfilm.com/golden-life
- https://www.filmtett.ro/filmalkoto/344/marosi-gabor
- https://funzine.hu/2018/04/11/kult/osszel-jon-az-aranyelet-harmadik-evada/
- https://szinhaz.org/plusz/filmszinhaz/2019/04/28/ok-legjobb-szineszek/ Archiválva 2021. április 27-i dátummal a Wayback Machine-ben
- https://filmvilag.hu/xista_frame.php?cikk_id=12577
- https://ehok.uni-nke.hu/hirek/2018/10/12/az-aranyelet-utolert
- https://24.hu/kultura/2016/12/02/a-vasarnap-erkezo-aranyelet-epizodtol-elszall-az-agyad/
- https://mediapiac.com/mediapiac/Megtartottak-az-Aranyelet-befejezo-evadanak-diszbemutatojat/113781/
- https://marieclaire.hu/kultura/2017/07/26/mar-forog-az-aranyelet-uj-evada/
- https://magyarnemzet.hu/kultura/atadtak-a-televizios-forgalmazasu-alkotasok-magyar-filmdijat-6858692/
- http://www.artmoziegyesulet.hu/hirek/atadtak-a-televizios-forgalmazasu-alkotasoknak-jaro-magyar-filmdijakat/
- http://vaskarika.hu/hirek/reszletek/16995/magyar_filmdij_tarolt_az_aranyelet_a_sorozatok_kozt_a_trezor_a_l/
- http://artnews.hu/2019/04/28/magyar-filmdij-a-trezor-a-legjobb-tevefilm-a-sorozatok-kozul-az-aranyelet-minden-kategoriat-megnyert/
- https://www.kisalfold.hu/egyperces/2019/04/magyar-filmdij-tarolt-az-aranyelet
- https://www.magyarszo.rs/hu/3972/kultura_film/201157/Magyar-Filmd%C3%ADj---%C3%81tadt%C3%A1k-a-telev%C3%ADzi%C3%B3s-forgalmaz%C3%A1s%C3%BA-alkot%C3%A1sok-elismer%C3%A9seit.htm
- https://ujforras.hu/magyar-filmhet-2019-beszamolo/
- https://epa.oszk.hu/03000/03028/00013/pdf/EPA03028_filmvilag_2017_01_22.pdf
- https://www.filmtekercs.hu/hirek/atadtak-a-magyar-filmdijakat
- https://www.puliwood.hu/sorozatok/aranyelet-diszbemutato-219411.html
- http://www.blans.hu/cikkek/a-vilag/kult/magyar-filmdij-a-sorozatok-kozul-az-aranyelet-minden-kategoriat-megnyert Archiválva 2021. április 27-i dátummal a Wayback Machine-ben
- https://filmtettworkshop.ro/mentor/mentorok-2018/
- https://hetediksor.hu/2018/10/15/aranyelet-3-evad-kritika/
- https://www.beol.hu/kultura/hazai-kultura/kiderult-melyek-a-legjobb-magyar-teves-alkotasok-1908487/ Archiválva 2021. április 27-i dátummal a Wayback Machine-ben

### Újratervezés című film kapcsán
- https://filmarchiv.hu/hu/alapfilmek/film/ujratervezes

### Köntörfalak kapcsán
- https://www.parokia.hu/archivum/kozosseg/szam/26/cikk/484/

### Eső után című film kapcsán
- https://filmarchiv.hu/hu/alapfilmek/film/eso-utan

### Egyéb
- http://os.mti.hu/hirek/158134/a_magyar_filmoperatorok_egyesulete_kozlemenye-2_resz

## Külső hivatkozások
- H.S.C.[18] oldala, HCA oldala,[19] IMDb oldala,[20] Magyar Filmakadémia oldala[21] Hungarian Movie Database[22]